# Yunmin
Yunmin (윤민) é um cantor sul-coreano da empresa J-FLO Entertainment.  Ele é um membro do grupo masculino Newkidd e suas subunidades Newkidd-Lemme Spoil U e Newkidd02. 
1. ↑  «Newkidd Members Profile (Updated!)». Kpop Profiles (em inglês). 10 de julho de 2018. Consultado em 19 de dezembro de 2022
2. ↑  «네이버 PC 인물 검색 홈». people.search.naver.com. Consultado em 19 de dezembro de 2022